# رابرت هاومن
رابرت هاومن (آلمانی: Robert Havemann؛ زاده ۱۱ مارس ۱۹۱۰ درگذشته ۹ آوریل ۱۹۸۲) یک شیمی‌دان و سیاستمدار اهل آلمان بود.